# Lam Điền (xã)
Lam Điền là một xã thuộc huyện Chương Mỹ, thành phố Hà Nội, Việt Nam.
Xã Lam Điền có 5 thôn: Lam Điền, Ứng Hòa, Duyên Ứng, Lương Xá, Đại Từ.